# Sclerodistomum bravoae
Sclerodistomum bravoae är en plattmaskart. Sclerodistomum bravoae ingår i släktet Sclerodistomum och familjen Sclerodistomidae. Inga underarter finns listade i Catalogue of Life.